# Costanti matematiche per rappresentazione con frazione continua
Questo è un elenco di costanti matematiche ordinate secondo l'ordine lessicografico delle loro rappresentazioni mediante frazioni continue.
Le costanti che sono numeri irrazionali sono fornite da frazioni continue infinite e le loro rappresentazioni finiscono con ... .
| Simbolo Numerale | Insieme numerico                                     | Valore in base 10                               | Rappresentazione mediante frazione continua                                                                                      |
| ---------------- | ---------------------------------------------------- | ----------------------------------------------- | --- |
| Λ                |                                                      | ≥ – 2,7 · 10-9                                  | |
| 0                | {\displaystyle \mathbb {N} }                         | = 0                                             | [0;] |
| 1/2              | {\displaystyle \mathbb {Q} }                         | = 0,5                                           | [0; 1, 1] |
| C2               |                                                      | ≈ 0,66016 18158 46869 57392 78121 10014 55577   | [0; 1, 1, 1, 16, 2, 2, 2, 2, 1, 18, 2, 2, 11, 1, 1, 2, 4, 1, 16, 3, 2, 4, 21, 2, 405, 2, 1, 33, 1, 1]                            |
| γ                |                                                      | ≈ 0,57721 56649 01532 86060 65120 90082 40243   | [0; 1, 1, 2, 1, 2, 1, 4, 3, 13, 5, 1, 1, 8, 1, 2, 4, 1, 1, 40, 1, 11, 3, 7, 1, 7, 1, 1, 5, 1, 49, ...]                           |
| Ω = W(1)         | {\displaystyle \mathbb {R\setminus A} }              | ≈ 0,56714 32904 09783 87299 99686 62210 35555   | [0; 1, 1, 3, 4, 2, 10, 4, 1, 1, 1, 1, 2, 7, 306, 1, 5, 1, 2, 1, 5, 1, 1, 1, 1, 7, 1, 4, 2]                                       |
| β*               |                                                      | ≈ 0,70258                                       | [0; 1, 2, 2, 1, 3, 5, 1, 2, 6, 1, 1, 5]                                                                                          |
| K                | {\displaystyle \mathbb {R} \backslash \mathbb {Q} }? | ≈ 0,76422 36535 89220 66                        | [0; 1, 3, 4, 6, 1, 15, 1, 2, 2, 3, 1, 23, 3, 1, 1, 3, 1, 1, 7, 2, 3, 3, 18, 2, 1, 2, 1, 2, 1, 6]                                 |
| B4               |                                                      | ≈ 0,87058 83800                                 | [0; 1, 6, 1, 2, 1, 2, 956, 8, 1, 1, 1, 23]                                                                                       |
| K                |                                                      | ≈ 0,91596 55941 77219 01505 46035 14932 38411   | [0; 1, 10, 1, 8, 1, 88, 4, 1, 1, 7, 22, 1, 2, 3, 26, 1, 11, 1, 10, 1, 9, 3, 1, 1, 1, 1, 1, 1, 2, 2]                              |
| M1               |                                                      | ≈ 0,26149 72128 47642 78375 54268 38608 69585   | [0; 3, 1, 4, 1, 2, 5, 2, 1, 1, 1, 1, 13, 4, 2, 4, 2, 1, 33, 296, 2, 1, 5, 19, 1, 5, 1, 1, 1, 1, 1]                               |
| 1                | {\displaystyle \mathbb {N} }                         | = 1                                             | [1;] |
| ρ                | {\displaystyle \mathbb {A\setminus Q} }              | ≈ ≈ 1,32471 95724 47460 25960 90885 44780 97340 | [1; 1, 3, 12, 1, 1, 3, 2, 3, 2, 4, 2, 141, 80, 2, 5, 1, 2, 8, 2, 1, 1, 3, 1, 8, 2, 1, 1, 14, 1, 1, 2, 1, 1, 1, 3, 1, 10, 4, ...] |
| φ                | {\displaystyle \mathbb {A\setminus Q} }              | ≈ 1,61803 39887 49894 84820 45868 34365 63811   | [1; 1, 1, 1, 1, 1, 1, 1, 1, 1, 1, 1, 1, 1, 1, 1, 1, 1, 1, 1, 1, 1, 1, 1, 1, 1, 1, 1, 1, 1, 1, ...]                               |
| EB               | {\displaystyle \mathbb {R\setminus Q} }              | ≈ 1,60669 51524 15291 763                       | [1; 1, 1, 1, 1, 5, 2, 1, 2, 29, 4, 1, 2, 2, 2, 2, 6, 1, 7, 1, 6, 2, 1, 1, 1, 20, 1, 3, 1, 1, 1, ...]                             |
| B2               |                                                      | ≈ 1,90216 05823                                 | [1; 1, 9, 4, 1, 1, 8, 3, 4, 7, 1, 3, 3, 1, 2, 1, 1, 12, 4, 2, 1, 2, 2]                                                           |
| K                |                                                      | ≈ 1,13198 824                                   | [1; 7, 1, 1, 2, 1, 3, 2, 1, 2, 1, 17, 1, 1, 2, 1, 2, 4, 1, 2]                                                                    |
| B´L              |                                                      | ≈ 1.08366                                       | [1; 11, 1, 20, 2, 1, 12, 2, 2]                                                                                                   |
| √2               | {\displaystyle \mathbb {A} \setminus \mathbb {Q} }   | ≈ 1,41421 35623 73095 04880 16887 24209 69807   | [1; 2, 2, 2, 2, 2, 2, 2, 2, 2, 2, 2, 2, 2, 2, 2, 2, 2, 2, 2, 2, 2, 2, 2, 2, 2, 2, 2, 2, 2, 2, ...]                               |
| μ                |                                                      | ≈ 1,45136 92348 83381 05028 39684 85892 027     | [1; 2, 4, 1, 1, 1, 3, 1, 1, 1, 2, 47, 2, 4, 1, 12, 1, 1, 2, 2, 1, 7, 2, 1, 1, 1, 2, 30, 6, 3, 6]                                 |
| 2                | {\displaystyle \mathbb {N} }                         | = 2                                             | [2;] |
| α                |                                                      | ≈ 2,50290 78750 95892 82228 39028 73218 21578   | [2; 1, 1, 85, 2, 8, 1, 10, 16, 3, 8, 9, 2, 1, 40, 1, 2, 3, 2, 2, 1, 17, 1, 1, 5, 3, 2, 6, 3, 5, 1]                               |
| e                |                                                      | ≈ 2,71828 18284 59045 23536 02874 71352 66249   | [2; 1, 2, 1, 1, 4, 1, 1, 6, 1, 1, 8, 1, 1, 10, 1, 1, 12, 1, 1, 14, 1, 1, 16, 1, 1, 18, 1, 1, 20, 1, ...]                         |
| Kh               |                                                      | ≈ 2,68545 20011 19507 41674                     | [2; 1, 2, 5, 1, 1, 2, 1, 1, 3, 10, 2, 1, 3, 2, 24, 1, 3, 2, 3, 1, 1, 1, 90]                                                      |
| 3                | {\displaystyle \mathbb {N} }                         | = 3                                             | [3;] |
| π                |                                                      | ≈ 3,14159 26535 89793 23846 26433 83279 50288   | [3; 7, 15, 1, 292, 1, 1, 1, 2, 1, 3, 1, 14, 2, 1, 1, 2, 2, 2, 2, 1, 84, 2, 1, 1, 15, 3, 13, 1, 4, 2, ...]                        |
| 4                | {\displaystyle \mathbb {N} }                         | = 4                                             | [4;] |
| δ                |                                                      | ≈ 4,66920 16091 02990 67185 32038 20466 20161   | [4; 1, 2, 43, 2, 163, 2, 3, 1, 1, 2, 5, 1, 2, 3, 80, 2, 5, 2, 1, 1, 1, 33, 1, 1, 53, 1, 1, 1, 1, 1]                              |